# Distrito de Izcuchaca (Huancavelica)
El distrito de Izcuchaca es uno de los diecinueve que conforman la provincia de Huancavelica, ubicada en el departamento homónimo, en los Andes centrales del Perú.  Limita por el Norte con el distrito de Cuenca; por el Este con el distrito de Acostambo; por el Sur con el distrito de Huando; y, por el Oeste con el distrito de Conayca.
Desde el punto de vista jerárquico de la Iglesia católica, forma parte de la Diócesis de Huancavelica.

## Historia
El nombre del distrito de Izcuchaca, debe su nombre al histórico y bellísimo puente de cal que deriva de dos palabras quechuas Izcu = cal; Chaca = puente. Izcuchaca en 1807 recibió el título de "Pueblo de la Santa Cruz de Izcuchaca", anexo de la Doctrina de Conayca.
Fue creado con la categoría de pueblo mediante Ley s/n del 4 de septiembre de 1876, y como distrito mediante Ley n.º 4612 del 5 de enero de 1923, durante el gobierno del Presidente Augusto Leguía.  Su nombre aparece en "Paisajes del Perú" de José de la Riva Agüero, historiador y político peruano que donó sus bienes a la PUCP.

## Capital
Izcuchaca es una localidad del Perú, en la Provincia de Huancavelica, situada a 2 880 m de altitud, a 78,0 km de la capital provincial, en la falda norte del cerro Huamanrazo (5.278 m). El río Acobambilla recorre el término municipal antes de unirse al río Mantaro. Coordenadas Latitud: 12°29′51″ S Longitud: 74°59′46″ O
Posee 2 escuelas primarias y un centro de educación secundaria, además de 1 puesto de salud.

### Anexos
Larmenta, Quichua y Tambillo

## Economía
Es la actividad principal de la capital del distrito, a tal punto que Izcuchaca es un pueblo cosmopolita compuesta por personas venidas de diferentes puntos del país, se aprecia hasta seis restaurantes, (dos en Izcuchaca y dos en Tambillo); seis hoteles, (cinco en Izcuchaca y uno en Tambillo) con capacidad de atención de hasta 50 personas, más de una docena de tiendas comerciales con todo tipo de productos.

## Autoridades

### Municipales
- 2011 - 2014[2]
  - Alcalde: Eduardo Torres Miranda, Movimiento independiente Trabajando Para Todos (TPT).
  - Regidores: William Olivares Espinoza (TPT), Hebert Ernesto Ramos Acuña (TPT), Nely Eugenia Huamancaja Mezas (TPT), Clara Luz Yllesca Jurado (TPT), Vilma Luisa Gálvez Mezas (Proyecto Integracionista de Comunidades Organizadas).[3]
- 2007 - 2010
  - Alcalde: Alejandro Miranda Enríquez, Alianza electoral Unidad Nacional.

### Policiales
- Comisario:  PNP.

### Religiosas
- Diócesis de Huancavelica[4]
  - Obispo de Huancavelica: Monseñor Isidro Barrio Barrio.[5]
- Parroquia
  - Párroco: Pbro.  .

## Festividades
- 5 de enero: Aniversario distrital
- Febrero/marzo: Carnavales
- Mayo: Fiesta de las Cruces.
- 30 de mayo: Señor de Ccechccamarca
- Julio: Santiago Apóstol
- 4 de octubre: Virgen de Cocharcas
- 20 de octubre: Señor de los Milagros
- 1 - 2 de noviembre: Todos los Santos
- 30 de diciembre - 3 de enero: Año Nuevo